# Tîmofiivka, Burîn
Tîmofiivka (în ucraineană Тимофіївка) este un sat în comuna Jukivka din raionul Burîn, regiunea Sumî, Ucraina.

## Demografie
Componența lingvistică a localității Tîmofiivka
     Ucraineană (98,55%)
     Rusă (1,45%)
Conform recensământului din 2001, majoritatea populației localității Tîmofiivka era vorbitoare de ucraineană (98,55%), existând în minoritate și vorbitori de rusă (1,45%).